# シン・リジィ
シン・リジィ (Thin Lizzy) は、アイルランド出身のロック・バンド。
アイリッシュ音楽を取り入れた音楽性、ツイン・リードスタイルのハード・ロックで人気を博し、「アイルランドの英雄」と形容された同国の国民的グループとして知られる。英国圏では、創始者フィル・ライノット没後30年以上が経過した現在でも、レジェンドとして大きな支持を得ている。

## ヒストリー

### 結成〜デッカ・レコード時代（1969年 - 1973年）

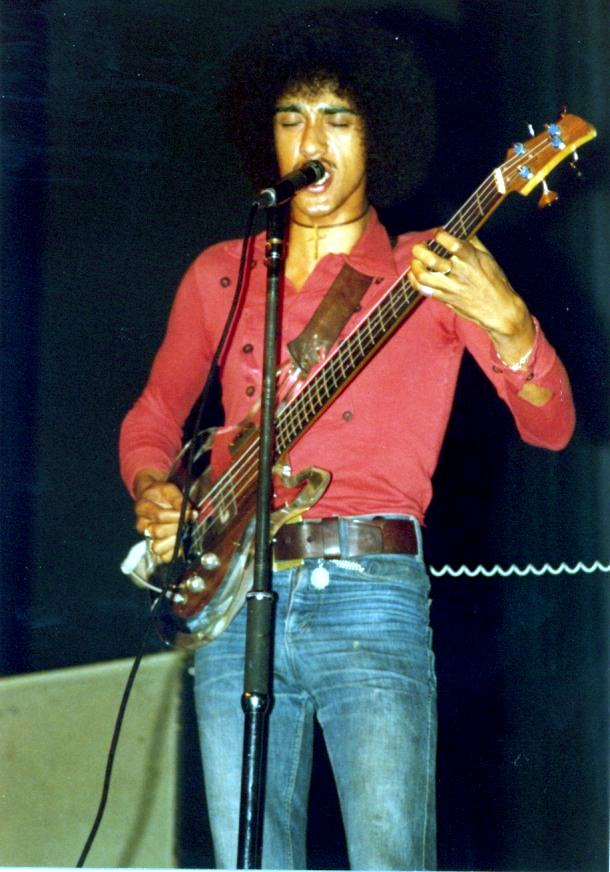
創始者フィル・ライノット(Vo/B) 1972年

バンド ロゴ

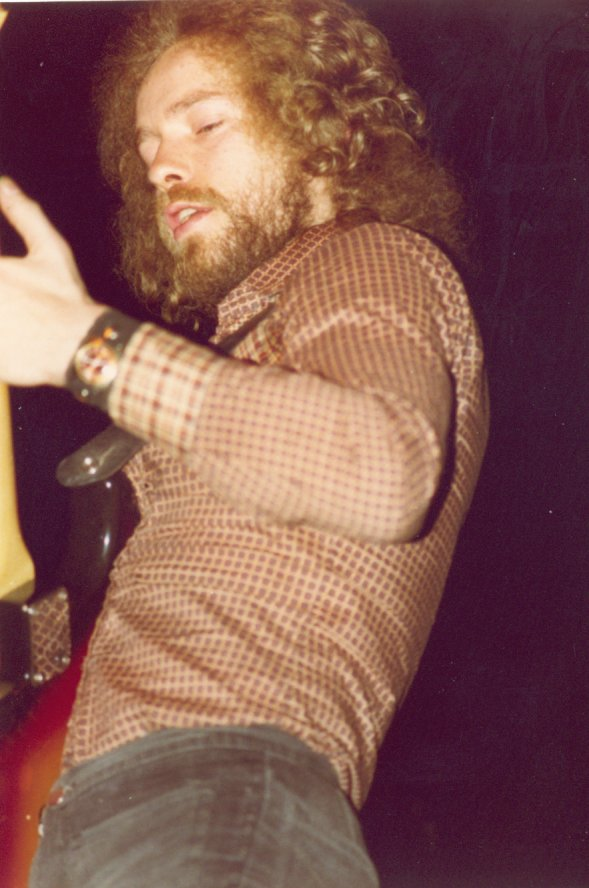
創設メンバー エリック・ベル(G) 1972年

1969年、フィル・ライノット（ベース&ボーカル、作詞・作曲　元スキッド・ロウ）を中心に、フィルの学生時代からのバンド仲間であるドラムスのブライアン・ダウニー、元ゼムのギタリスト、エリック・ベルとともにダブリンで結成（当初キーボーディストもいたがまもなく脱退）。ただし、バンドの初代マネージャーであるテリー・オニールは、シン・リジィが正式に結成したのは1970年であったとしている。当初は「Orphanage（孤児院）」というグループ名で、パブなどで演奏を開始する。ある日、ジョン・メイオール・ブルース・ブレイカーズのセカンド・アルバム『ブルースブレイカーズ・ジョン・メイオール・ウィズ・エリック・クラプトン』のジャケットで、エリック・クラプトンが読んでいる雑誌『Beano』に興味を持ち（ジャケット写真）、買って読んでみると、そこに掲載されていた漫画の中に「Tin-Lizzie（ブリキのエリザベス）」という名のロボットが登場していたのを見つけ、ライノットたちはその名を拝借し、アイルランド人が発音しやすいように綴りを変え、バンド名を「シン・リジィ (Thin Lizzy)」とした。
1970年7月31日、アイルランド・パーロフォン・レーベルからシングル「ザ・ファーマー」(The Farmer) でデビュー。たまたまあるアイルランド人シンガーのレコーディング・セッションに呼ばれ、そこでの演奏を気に入られたことからUKデッカ・レコードとのレコーディング契約を獲得する。
1971年4月、ファースト・アルバム『シン・リジィ』(Thin Lizzy) をリリースする。初期はアイリッシュ・フォークとロックの融合を軸にしたサイケデリック・サウンドを展開、同年ロンドンでの初ライブを行う。8月、印象的な詞の作品「ダブリン」(Dublin) を収録した4曲入りEP『ニュー・ディ』(New Day) を発表。
1972年3月、『ブルー・オーファン』(SHADES OF A BLUE ORPHANAGE) 発表。フィル・ライノットの書く美しい詞が充実した佳作だが、セールスにはつながらなかった。バンドは次第にステージ・パフォーマンスを含め、ロック・バンドへと様変わりし、ライノットの詞もダンディズムを押し出したものへと変貌していく。同年トラディショナルなアイリッシュ・フォーク・ミュージックをロック風にアレンジした「ウィスキー・イン・ザ・ジャー」(Whiskey In The Jar) がシングル・カットされ、アイルランドで1位を獲得、英国国内でもスマッシュヒットとなる。善くも悪くもこのヒットによりショウ・ビジネスの中で生き残ることを選択させられる。BBCテレビの長寿音楽番組Top Of The Popsにも初登場。
1973年9月、エリック・ベルの印象的なストラトキャスターのカッティングで始まる「ザ・ロッカー」(The Rocker) を収録した『西洋無頼（ごろつき）』(Vagabonds of the Western World) をリリース。しかし、精神的・身体的な理由からベルがこの年いっぱいでバンドを離れる。後にベルはジミ・ヘンドリックス・エクスペリエンスのノエル・レディングのバンドに参加する。

### ツイン・リード・ギター体制の確立（1974年 - 1975年）

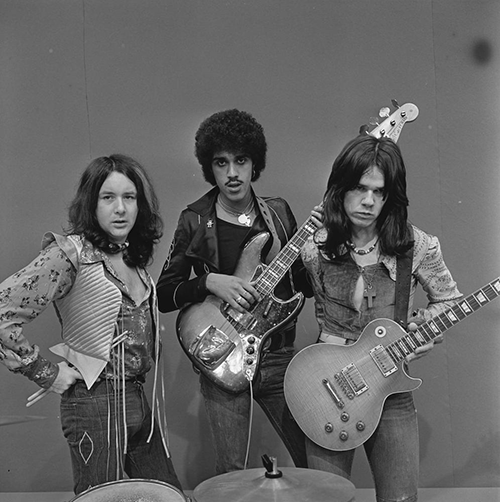
ドイツTV収録にて (1974年)

1974年1月、ベルの代役に同じくアイルランド人（北アイルランド）でスキッド・ロウ時代からの盟友であるギタリスト、ゲイリー・ムーアに加入を要請。ムーアは約5ヶ月の間ツアーとデッカ・レコードでの最終レコーディングに参加する。だがムーアはライフスタイルの相違から程なく脱退したため、新たにギタリストのオーディションを実施。スコットランド人のブライアン・ロバートソン、アメリカ・カリフォルニア州出身のスコット・ゴーハムが加入。ツイン・ギターの4人編成となる。新メンバーにより7月よりアイルランド・ツアーを開始。デッカとの契約終了後、ワールド・ワイドでの活躍を求めて新たにUKフォノグラム傘下のヴァーティゴと契約、同年10月、グループ4作目にあたる『ナイト・ライフ』(Night Life)をリリース。
解散まで続くレス・ポール・ギターによるツイン・リード・ギター・スタイルにフィル・ライノットの表現力豊かなボーカル、ブライアン・ダウニーの堅実なドラミングがマッチし、1975年8月発売の『ファイティング!!』(Fighting) でそのスタイルは確立される。前後して1975年3月、初のアメリカ・ツアー（バックマン・ターナー・オーヴァードライヴ、ボブ・シーガーのサポート）へ向かう。なおリジィは、元々はシーガーのナンバーである「ロザリー」(Rosalie) をカバーしている（『ファイティング!!』に収録）。

### 最盛期（1976年 - 1979年）

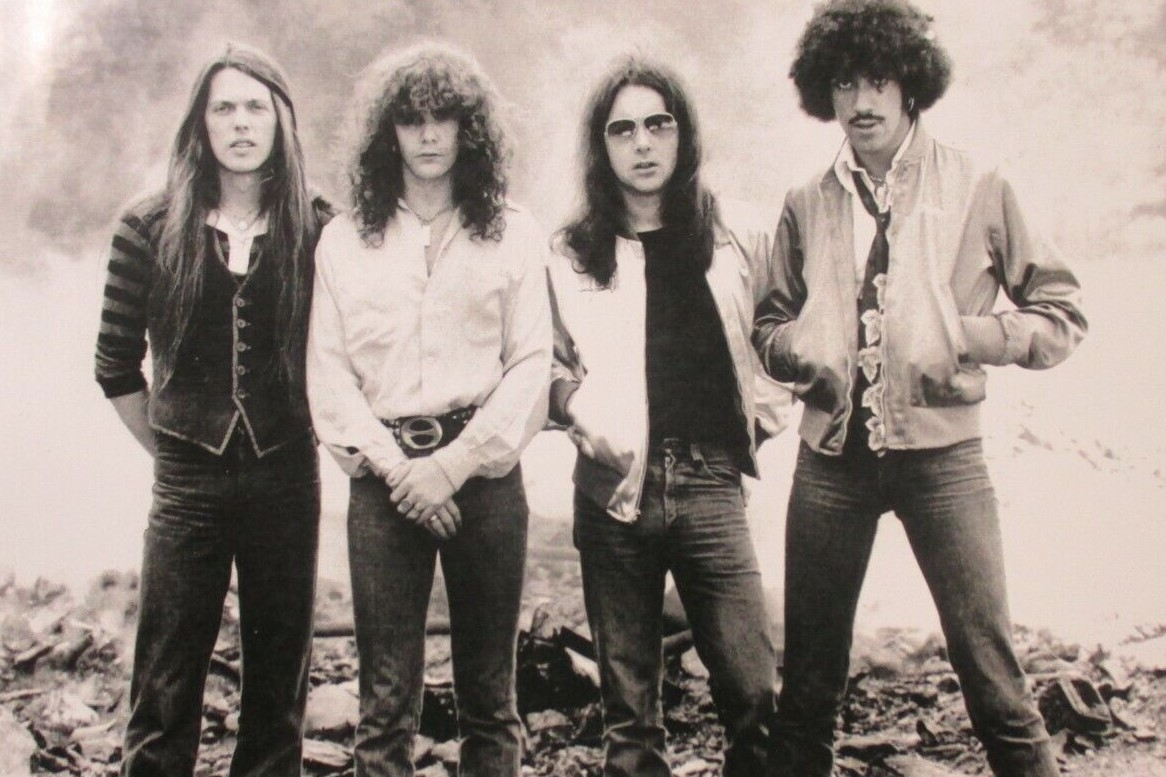
1977年のグループショット、左からスコット・ゴーハム、ブライアン・ロバートソン、ブライアン・ダウニー、フィル・ライノット

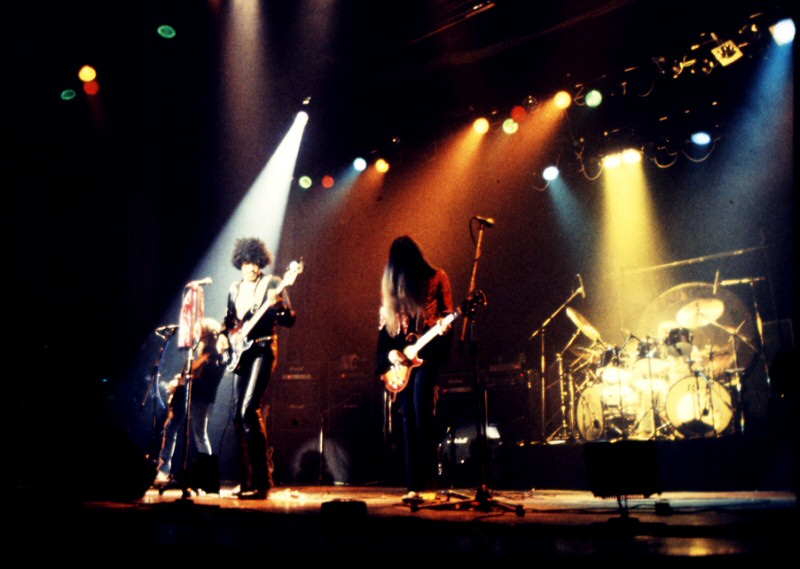
ノルウェー・オスロ公演 (1977年8月)

1976年3月、代表作ともいわれる『脱獄』(Jailbreak) を発表。全世界で200万枚を超えるセールスを記録する。3月より英国ツアー、4月にはシングル「ヤツらは町へ」(The Boys Are Back in Town) をリリース。さらに5月には全米ツアー（REOスピードワゴン、クイーン、スティクス、ジャーニー、ラッシュ、リッチー・ブラックモアズ・レインボーらのサポート・アクト）、7月には再びイギリスで追加公演とハードスケジュールをこなす。さらに同年8月、コンセプト・アルバム色の強い『サギ師ジョニー』(Johnny The Fox)を制作、10月にリリースする。これらの精力的な活動の結果、シン・リジィはスタジオ・プロデュース作品／ライブ・パフォーマンスのいずれでも非常に高い評価を得る。11月よりプロモーション・ツアー。この時期の熱狂的なライブは後に『ライヴ・アンド・デンジャラス』としてリリースされる。
1977年、前年末に負傷したブライアン・ロバートソンの代役として、再びゲイリー・ムーアにツアー参加を依頼。当時コロシアムIIのメンバーだったムーアは同バンドに在籍したままこの要請を受託し、1月よりクイーンとの全米ツアー "The Queen Lizzy Tour" に参加。帰国後、バンドは再びロバートソンとともにレコーディングを開始する（プロデュースはトニー・ヴィスコンティ）。9月『バッド・レピュテイション〜悪名』(Bad Reputation) 発表。

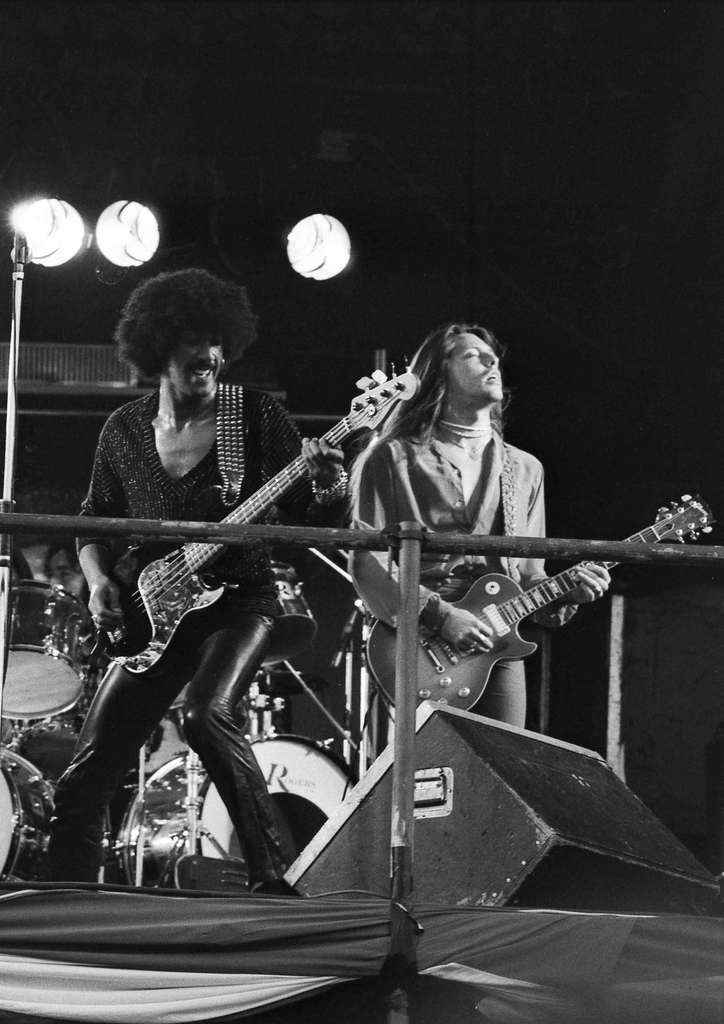
オランダ・ヘレーン公演 (1978年)

1978年6月、初のライブ・アルバム『ライヴ・アンド・デンジャラス』(Live & Dangerous ) 発表。7月の全英・欧州でのショウの後、8月にブライアン・ロバートソンが脱退、バンドはゲイリー・ムーアの加入を正式に告知（ロバートソンはその後、レインボーを解雇されたベーシストのジミー・ベインとともにワイルド・ホーシズ(Wild Horses) を結成する）。スコット・ゴーハムを除くメンバーは、ムーアのソロ・リーダー・アルバム『バック・オン・ザ・ストリーツ』(Back On The Streets)の制作に参加。グループとしてはロンドン、パリで新しいアルバムの制作を開始。
1979年4月、トニー・ヴィスコンティ・プロデュースによるアルバム『ブラック・ローズ』(Black Rose a Rock Legend)を発表。タイトル曲はケルト・ミュージックと独自の叙事詩を融合した曲であり、シン・リジィの集大成ともいえる曲である。4月より全英ツアー、9月にはジャーニー、AC/DC、ドゥービー・ブラザーズらとの全米ツアーを行う。このツアーの最中に、バンド内でのトラブルからゲイリー・ムーアが失踪。急遽、ヴィサージやウルトラヴォックスのメンバーであったミッジ・ユーロを呼びスケジュールを消化、既に日程が組まれていた日本公演にもメンバーとして来日させている（元マンフレッド・マンズ・アース・バンドのデイヴ・フレットも帯同した）。

### 斜陽〜フィル・ライノット死去（1980年 - 1986年）

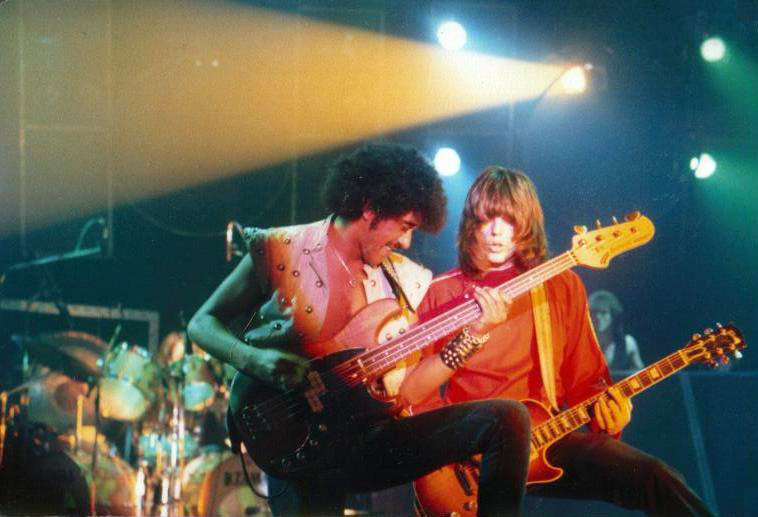
ウェールズ・カーディフ公演 (1981年)

1980年、バンド存続のため、ピーター・グリーン、ピンク・フロイドなどのセッション・ギタリストをしていたスノウィー・ホワイトを参加させ、先行シングル「ヤツらはレディ・キラー」(Killer on the Loose) をリリース。しかし、続くフルアルバム『チャイナタウン』(Chinatown)や、キーボーディストのダーレン・ウォートンを加えて制作した1981年の『反逆者』(Renegade)ではバンドの方向性を見失い、1982年、自らのライフ・スタイルを揶揄したシングル Trouble Boys/Memory Pain が不発に終わると、まもなくスノウィー・ホワイトが脱退する。
バンドの人気の低下と、スコット・ゴーハムが自身のリハビリテーションを望んだことがきっかけとなり、メンバーはライノットにバンドの解散を提案、さらに彼らの所属先のレーベルもフィル・ライノットのソロ活動のみを良しとする回答を出していた。

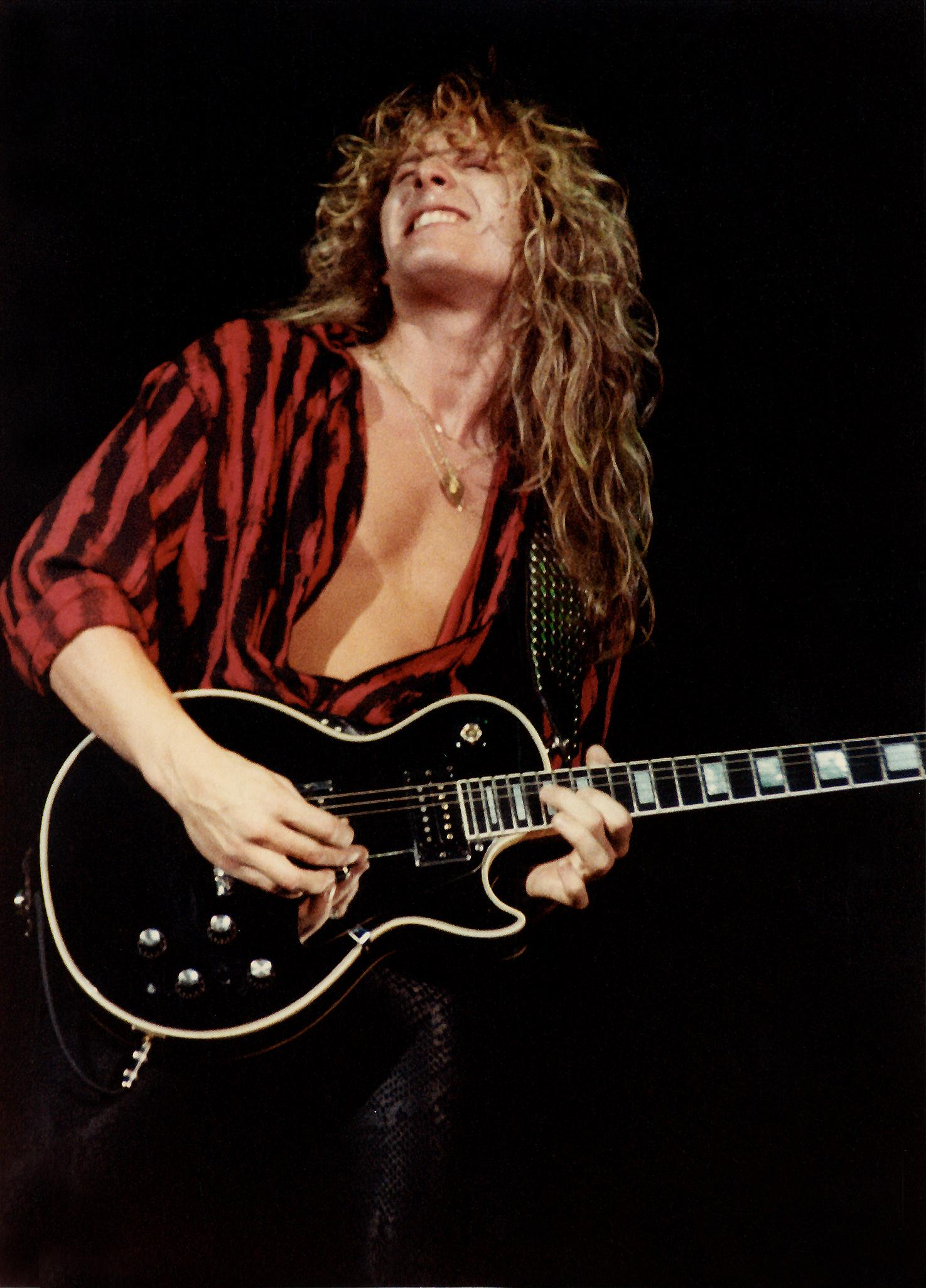
ジョン・サイクス(G) 1984年

しかし、アイアン・メイデンがステージで「虐殺」（Massacre　『サギ師ジョニー』に収録）をカバーしてオマージュを捧げたことや、欧州でのハードロック・マーケットの拡大、当時のNWOBHMブームなどに新たな光明を見出したフィル・ライノットは、ソロとして独立しようとしていた元タイガース・オブ・パンタンのギタリスト、ジョン・サイクスをグループに加入させる。
1983年、サイクスを迎えて制作された『サンダー・アンド・ライトニング』(Thunder & Lightning) は、サイクスとスコット・ゴーハムのギターが激突する、最後のスタジオ・アルバムとなった。
3月にはイギリス最終公演。9日から12日までの4日間、ロンドン・ハマースミス・アポロ（オデオン）では歴代メンバーをピック・アップしてレコーディングを敢行、不本意ながらも契約最終作としてライブ盤『ラスト・ライヴ』(LIVE/LIFE) をリリースした。同年4月にアイルランド公演、日本での最終公演は5月17日の中野サンプラザ。
解散後の1985年頃には、ブームタウン・ラッツ時代からシン・リジィの前座に起用されるなどライノットに恩義のあるボブ・ゲルドフの依頼により、ライヴ・エイドでの一日限りの再結成に向けての話し合いも行われていた。
1986年1月4日、フィル・ライノット、ヘロインの過剰摂取による内臓疾患、敗血症により死亡。36歳。
同年5月、アイルランドの失業者支援コンサート Self Aid において、シン・リジィは一夜のみの再結成ライブを行った。メンバーはゲイリー・ムーア、ブライアン・ダウニー、スコット・ゴーハム、ボブ・デイズリー（元オジー・オズボーン・バンド）。

### トリビュート期（1996年 - 現在）

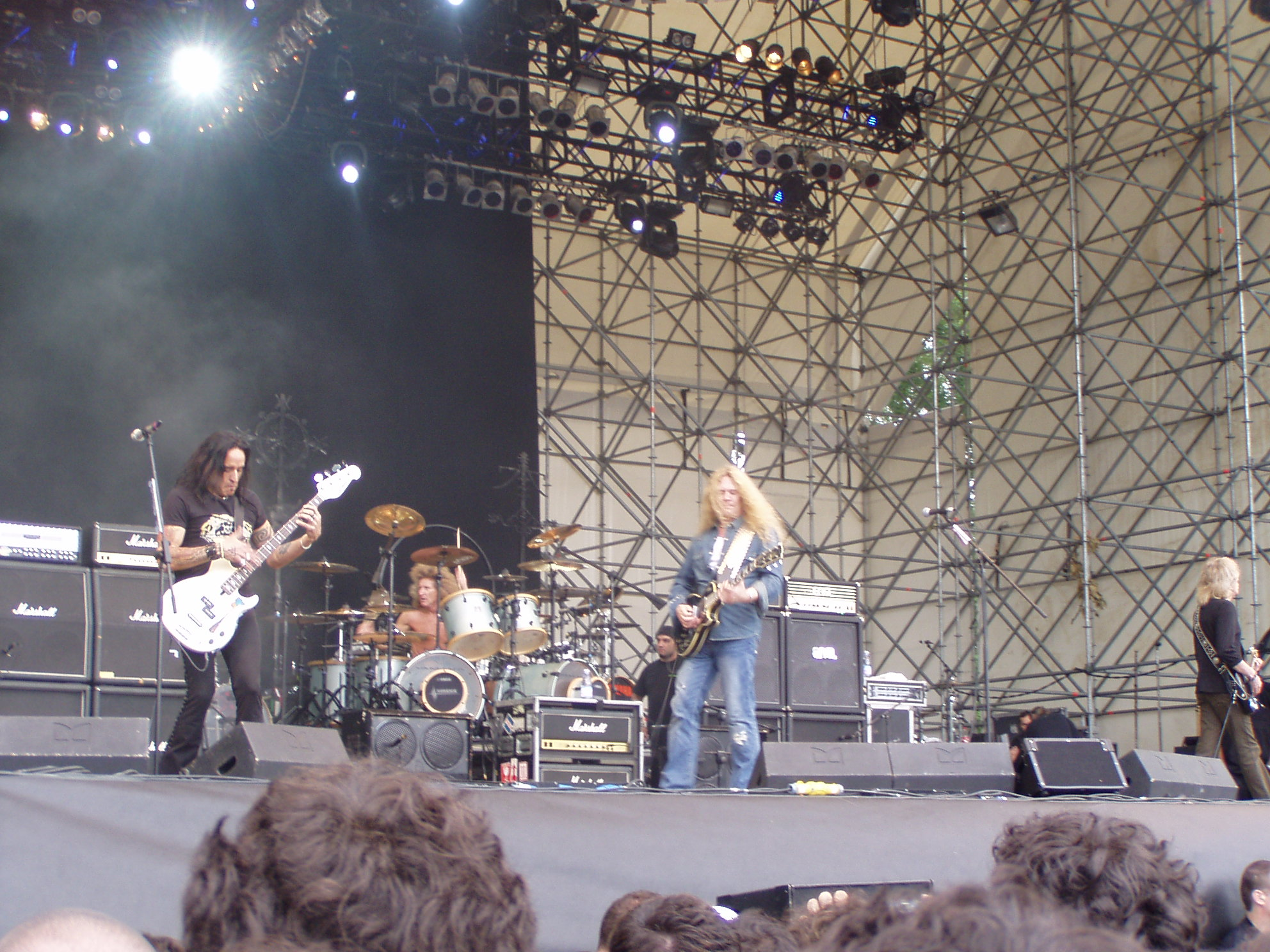
イタリア・ミラノ公演 (2007年6月)

1996年からジョン・サイクス、スコット・ゴーハムが核となり、シン・リジィの名前で活動を開始する。2004年にはディープ・パープルのサポートとして全米ツアーに参加。この間にはフィルへの追悼盤や新たなベスト盤が多く発売されている。
2005年8月20日、フィル・ライノットのアイルランドへの功績を記念してダブリン市内にブロンズ像が建立され、式典ではゲイリー・ムーアを中心に過去のメンバーが集結してシン・リジィの曲が演奏された。

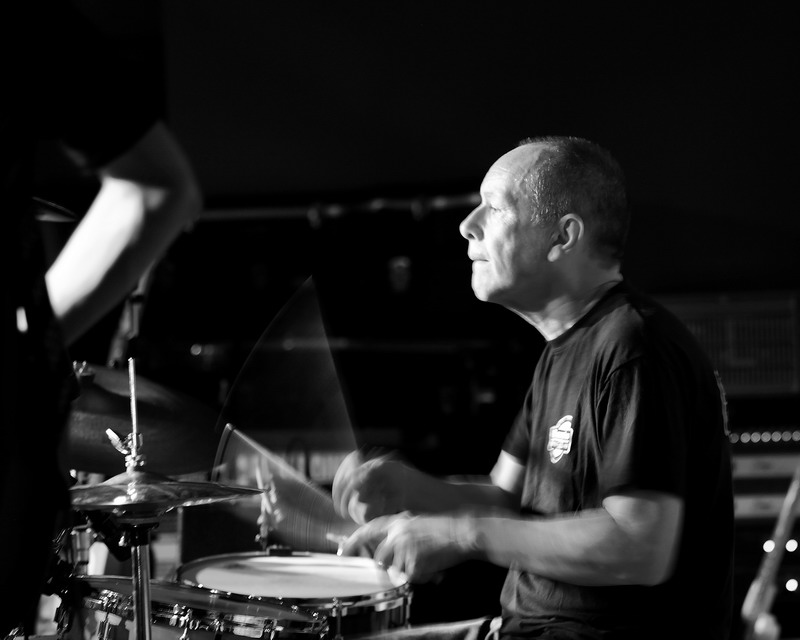
創設メンバー ブライアン・ダウニー(Ds) 2009年

2006年3月から、英国・欧州でフィル・ライノットの没後20周年を記念したツアー "20/20" が行われた。このツアーのメンバーはサイクスとゴーハムの他に、マイケル・リー（元ロバート・プラント・バンド）とマルコ・メンドーサ（ブルー・マーダー）。
2010年5月、ゴーハム、ダウニーを中心に再結成。その他のメンバーはダレン・ウォートン（キーボード）、ヴィヴィアン・キャンベル（ギター）、マルコ・メンドーサ（ベース）、リッキー・ウォリック（ジ・オールマイティーのギター・ボーカル）。
その後ダウニー、ウォートン、キャンベルが脱退。残されたゴーハムはデイモン・ジョンソン（ギター）とジミー・デグラッソ（ドラム）を加え、2012年よりブラック・スター・ライダーズ（Black Star Riders）名義で活動しているが、機会があればシン・リジィ名義も使用するとしている。

## 補足備考
1970年代中盤、全米ツアーに出ていたシン・リジィのメンバーは、移動の車内でラジオから頻繁に流れるピーター・フランプトンの大ヒット・ライブ・アルバム『フランプトン・カムズ・アライヴ!』を耳にする。その頻度があまりにも多かったため、フィルは（アルバムの良さを認めた上でだが）ついに激怒し、「こんなもの俺たちにだって作ることができる！」と言い放つ。その結果製作されたのが、リジィのライブ・アルバムで代表作のひとつでもある『ライヴ・アンド・デンジャラス』である（DVD『LIVE AND DANGEROUS』内のゴーハムの発言より）。
2019年10月3日に母国アイルランドよりバンド結成50周年を記念する郵便切手が発行されたが、先述の通り初代マネージャーのテリー・オニールは正式な結成を1970年であるとし、2019年の発行では1年早いと主張した。これに対してアイルランド郵政は、彼らが一緒に演奏することを決めた時点から50周年であるとした。

## メンバー

### 最終ラインナップ
- フィル・ライノット (Phil Lynott) - ボーカル、ベース (1969年-1983年) 1986年死去
- スコット・ゴーハム (Scott Gorham) - ギター (1974年-1983年)
- ジョン・サイクス (John Sykes) - ギター (1982年-1983年)
- ブライアン・ダウニー (Brian Downey) - ドラムス (1969年-1983年)
- ダレン・ウォートン (Darren Wharton) - キーボード (1981年-1983年)

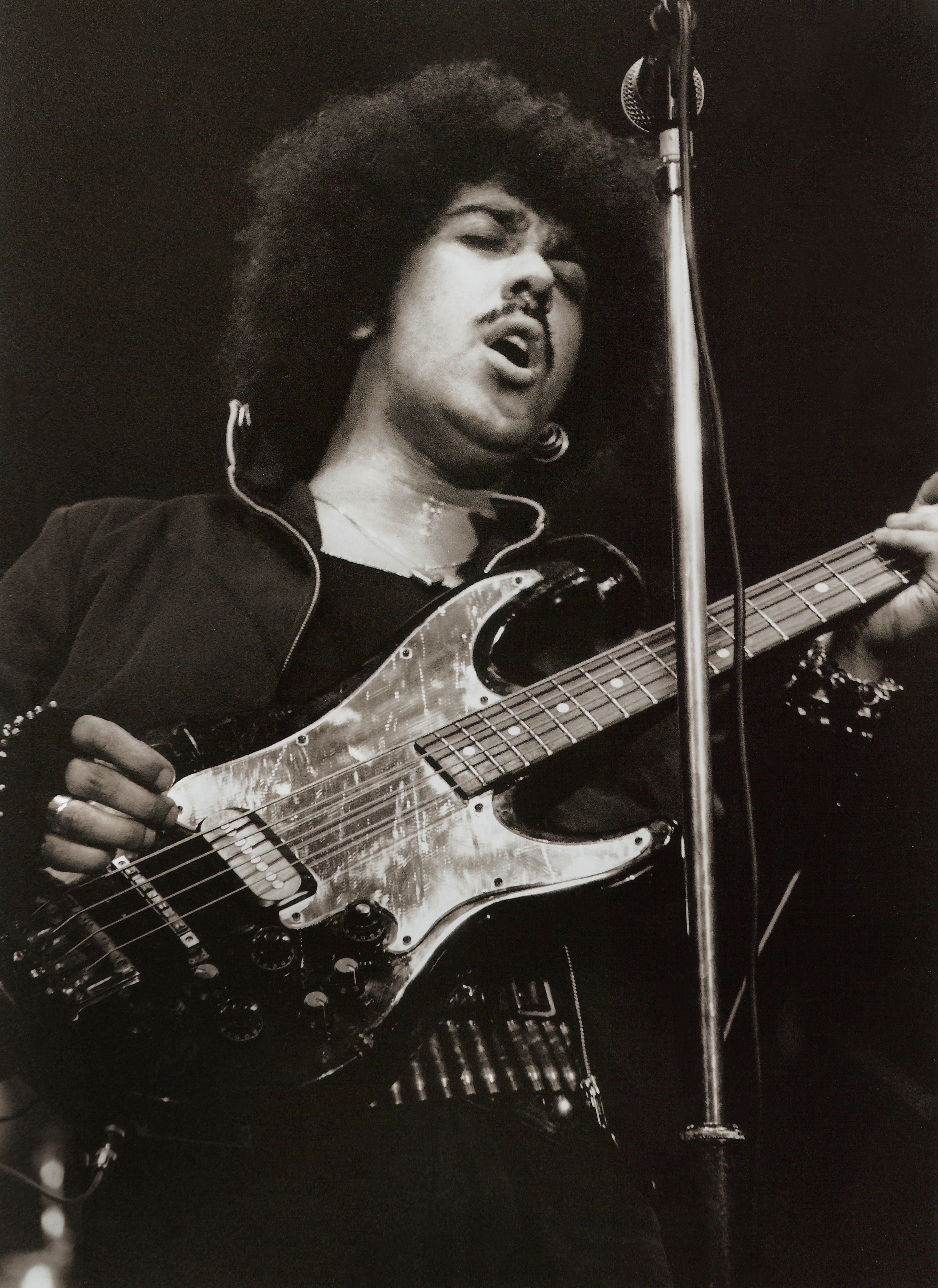
フィル・ライノット(Vo/B) 1983年
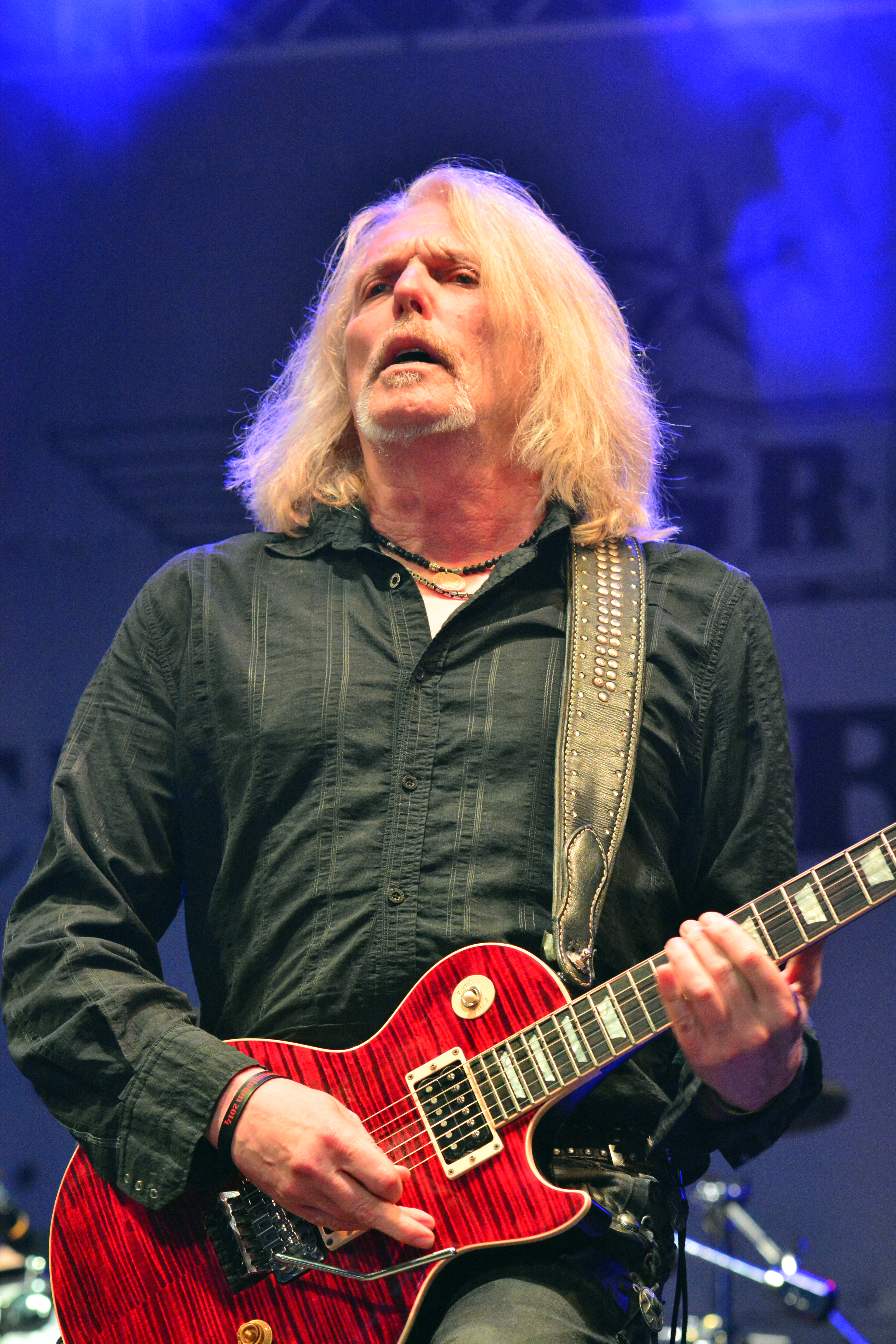
スコット・ゴーハム(G) 2014年
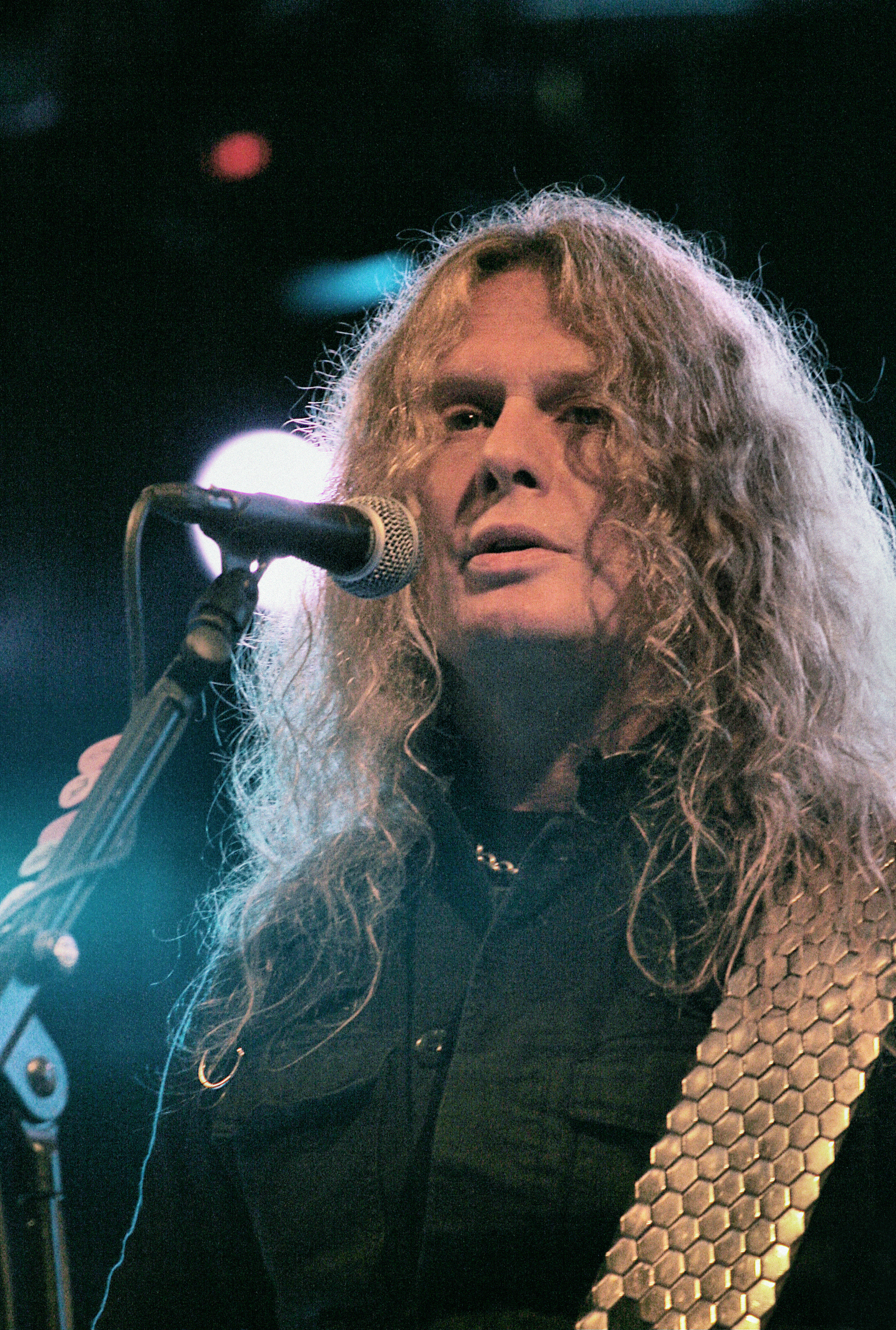
ジョン・サイクス(G) 2008年
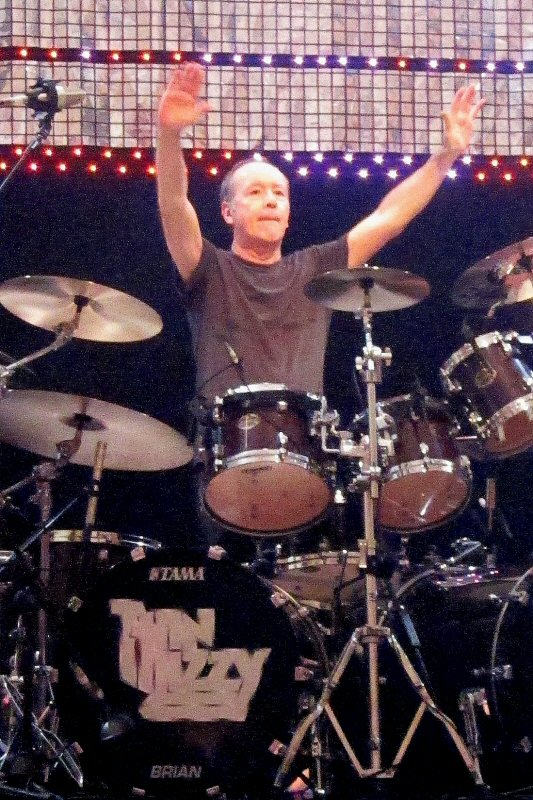
ブライアン・ダウニー(Ds) 2011年
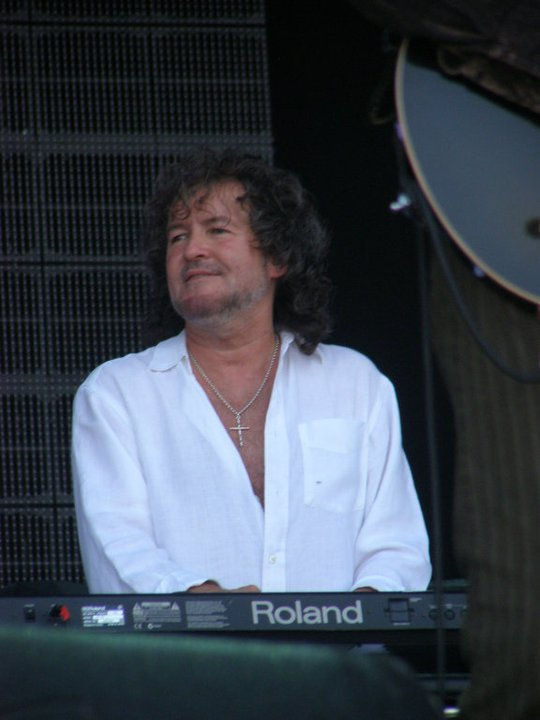
ダレン・ウォートン(Key) 2011年

### 再結成・現ラインナップ
- スコット・ゴーハム (Scott Gorham) - ギター (1974年-1983年、1996年-2001年、2004年- )
- ダレン・ウォートン (Darren Wharton) - キーボード (1981年-1983年、1996年-2001年、2010年- )
- リッキー・ウォリック (Ricky Warwick) - ボーカル (2010年- )
- デイモン・ジョンソン (Damon Johnson) - ギター (2011年- )
- トム・ハミルトン (Tom Hamilton) - ベース (2016年- )
- スコット・トラヴィス (Scott Travis) - ドラムス (2016年- )

### 旧メンバー
- フィル・ライノット (Phil Lynott) - ボーカル、ベース (1969年-1983年) 1986年死去
- ブライアン・ダウニー (Brian Downey) - ドラムス (1969年-1983年、1996年-1998年、2010年-2016年)
- エリック・ベル (Eric Bell) - ギター (1969年-1973年)
- エリック・ライクソン (Eric Wrixon) - キーボード (1969年-1970年) 2015年死去
- ゲイリー・ムーア (Gary Moore) - ギター (1974年、1977年、1978年-1979年) 2011年死去
- ジョン・デュ・カン (John Cann) - ギター (1974年) 2011年死去
- アンディー・ジー (Andy Gee) - ギター (1974年)
- ブライアン・ロバートソン (Brian Robertson) - ギター (1974年-1978年)
- マーク・ナウシーフ (Mark Nauseef) - ドラムス (1978年-1979年)
- ミッジ・ユーロ (Midge Ure) - ギター、キーボード (1979年-1980年)
- デイヴ・フレット (Dave Flett) - ギター (1979年)
- スノウィー・ホワイト (Snowy White) - ギター (1980年-1982年)
- ジョン・サイクス (John Sykes) - ギター (1982年-1983年、1996年-2001年、2004年-2009年) 2024年死去
- マルコ・メンドーサ (Marco Mendoza) - ベース (1996年-2001年、2005年-2007年、2010年-2016年)
- トミー・アルドリッジ (Tommy Aldridge) - ドラムス (1998年-2001年、2007年-2009年)
- ランディ・グレッグ (Randy Gregg) - ベース (2004年-2005年)
- マイケル・リー (Michael Lee) - ドラムス (2004年-2007年) 2008年死去
- フランシスコ・ディコスモ (Francesco DiCosmo) - ベース (2007年-2009年)
- ヴィヴィアン・キャンベル (Vivian Campbell) - ギター (2010年-2011年)
- リチャード・フォータス (Richard Fortus) - ギター (2011年)

## ディスコグラフィ

### スタジオ・アルバム
- 『シン・リジィ』 - Thin Lizzy (1971年)
- 『ブルー・オーファン』 - Shades of a Blue Orphanage (1972年)
- 『西洋無頼』 - Vagabonds of the Western World (1973年) ※「無頼」に「ゴロツキ」のルビ
- 『ナイト・ライフ』 - Nightlife (1974年)
- 『ファイティング!!』 - Fighting (1975年)
- 『脱獄』 - Jailbreak (1976年)
- 『サギ師ジョニー』 - Johnny the Fox (1976年)
- 『バッド・レピュテイション〜悪名』 - Bad Reputation (1977年)
- 『ブラック・ローズ』 - Black Rose: A Rock Legend (1979年)
- 『チャイナタウン』 - Chinatown (1980年)
- 『反逆者』 - Renegade (1981年)
- 『サンダー・アンド・ライトニング』 - Thunder and Lightning (1983年)

### ライブ・アルバム
- 『ライヴ・アンド・デンジャラス』 - Live and Dangerous (1978年)[7]
- 『ラスト・ライヴ』 - Life (1983年)
- 『BBCラジオ・ワン・ライブ』 - BBC Radio One Live In Concert (1992年)
- 『ザ・ピール・セッションズ』 - The Peel Sessions (1994年)
- Boys Are Back in Town: Live in Australia (1997年)
- One Night Only (2000年)
- UK Tour 75 (2008年)
- Live in London 2011 – 22.01.2011 (2011年)
- Live in London 2011 – 23.01.2011 (2011年)
- High Voltage Festival (2011年)
- At The BBC (2011年)
- Live 2012 – 29.11.2012 (2012年)
- Live 2012 – 17.12.2012 (2012年)

### コンピレーション・アルバム
- The Beginning, Vol 12 (1974年)
- 『リメンバリング・パート1』 - Remembering – Part 1 (1976年)
- Rocker (1971–1974) (1977年)
- Greatest Hits (1977年)
- 『英雄物語』 - The Continuing Saga of the Ageing Orphans (1979年) ※来日記念盤
- Profile (1979年)
- 『日本編集アルバム ベスト・オブ・シン・リジィ』 - The Japanese Compilation Album (1980年)
- The Adventures of Thin Lizzy (1981年)
- Lizzy Killers (1981年)
- V.I.P. (1981年)
- Whiskey in the Jar (1981年)
- 『ロッカーズ』 - Rockers (1981年)
- Thin Lizzy – Die Weisse Serie (1982年)
- The Boys Are Back in Town (1983年)
- The Collection (1985年)
- Whiskey in the Jar (1986年)
- Remembering (1986年)
- The Best of: Soldier of Fortune (1987年)
- Lizzy Lives (1989年)
- 『デディケイション〜フィルに捧ぐ』 - Dedication: The Very Best of Thin Lizzy (1991年)
- 『ワイルド・ワン〜ベスト・オブ・シン・リジィ』 - Wild One - The Very Best Of Thin Lizzy (1996年)
- The Boys Are Back in Town (2000年) ※スウェーデン限定
- Vagabonds Kings Warriors Angers (2001年) ※4CDボックス
- Thin Lizzy Greatest Hits (2004年)
- Thin Lizzy - Definitive Collection (2006年)
- The Silver Collection (2007年)
- Waiting for an Alibi (2011年)
- Icon (2011年)
- Collected (2012年)
- Rock Legends（2020年）

結成50年を記念し企画されたボックスセット。7"バージョン、デモ音源、ラジオ出演時のスタジオライブなどのレア音源やテレビ出演時のレア映像などを収録している。

### 映像作品
- Boys Are Back In Town: Live In Sydney, Australia 1978 (1999年) ※DVD
- Are You Ready?: Live At Rockpalast 1981 (2004年) ※DVD
- Thunder and Lightning Tour 1983 (2005年) ※DVD
- Greatest Hits (2006年) ※DVD
- Live And Dangerous (2008年) ※DVD

## 主なカヴァー・ヴァージョン
- アイアン・メイデン - 「虐殺」
- アンスラックス - 「カウボーイ・ソング」
- エバークリア - 「ヤツらは町へ」
- メガデス - 「コールド・スウェット」
- メタリカ - 「ウィスキー・イン・ザ・ジャー」
- プリティ・メイズ - 「リトル・ダーリン」
- ジョン・ノーラム - 「ワイルド・ワン」「甘い言葉に気をつけろ」「オピウム・トレイル」
- ボン・ジョヴィ - 「ヤツらは町へ」
- スマッシング・パンプキンズ - 「ダンシング・イン・ザ・ムーンライト」
- ソドム - 「コールド・スウェット」
- ダブリン・デス・パトロール - 「コールド・スウェット」
- デフ・レパード - 「甘い言葉に気をつけろ」
- ドラゴンロード - 「エメラルド」
- 柴田直人 - 「アリバイ」
- 屍忌蛇 - 「サンダー・アンド・ライトニング」
- ヒューイ・ルイス&ザ・ニュース - 「ヤツらは町へ」(ライブのみ)
- マストドン - 「エメラルド」
- カルマ - 「コールド・スウェット」

## 来日公演
- Black Rose Tour（1979年）〈Midge Ure・Dave Flett〉
  - 9月24日 大阪 フェスティバルホール
  - 9月25日・30日 東京 中野サンプラザ
  - 9月26日 名古屋 名古屋市公会堂
  - 9月29日 東京 後楽園ホール
- Chinatown Tour（1980年）〈Snowy White〉
  - 09月24日・25日 東京 中野サンプラザ
  - 09月29日・10月2日 東京 日本青年館
  - 09月30日 神戸 神戸国際会館
  - 10月01日 吹田 大阪万博ホール
  - 10月03日 名古屋 愛知県勤労会館
  - 10月04日 東京 中野サンプラザ
- Thunder and Lightning Tour（1983年）〈Scott Gorham・John Sykes〉
  - 5月17日 東京 中野サンプラザ
  - 5月19日 東京 渋谷公会堂
  - 5月20日 名古屋 名古屋厚生年金会館
  - 5月21日 吹田 大阪万博ホール
  - 5月23日 東京 東京厚生年金会館
- Japan Tour 1994（1994年）〈Scott Gorham・John Sykes〉
  - 11月18日 川口 リリア川口
  - 11月19日 東京 渋谷公会堂
  - 11月20日 仙台 宮城県民会館
  - 11月22日・27日 東京 東京厚生年金会館
  - 11月23日 東京 中野サンプラザ
  - 11月25日 尼崎 尼崎市総合文化センター